# کداک دی‌سی‌اس پرو اس‌ال‌آر/ان
کداک دی‌سی‌اس پرو اس‌ال‌آر/ان (به انگلیسی: Kodak DCS Pro SLR/n) یک دوربین عکاسی ساخت شرکت کداک است.